# Cão de água St. John
O cão de água St. John é uma raça extinta de cães domésticos da Terra Nova. Pouco se sabe sobre os tipos que entraram em sua composição genética, embora provavelmente tenha sido uma mistura aleatória de antigos cães de trabalho ingleses, irlandeses e portugueses. Eles eram os cães favoritos dos pescadores porque possuíam qualidades extraordinárias, como bom temperamento e comportamento profissional. O número de cães de água de St. John começou a diminuir no início do século XX. No início dos anos 1980, a raça foi extinta.